# Andinsk örn
Andinsk örn (Spizaetus isidori) är en starkt utrotningshotad fågel i familjen hökar. Den förekommer i bergstrakter i Sydamerika, från Venezuela till nordvästra Argentina.

## Utseende och läten
Andinsk örn är en stor (60–80 cm) och satt örn med långa vingar men rätt kort stjärt. Ovansidan, inklusive det tofsförsedda huvudet, är svart, undersidan svartstreckat kastanjebrun med svarta "lår". Stjärten är gråaktig med ett tjockt svart subterminalt band. I flykten syns underifrån vitaktiga handpennor med svarta spetsar som kontrasterar med kastanjebruna armpennor och undre vingtäckare. Ögat är orangegult, vaxhuden gulaktigt hornfärgad och fötterna gula.

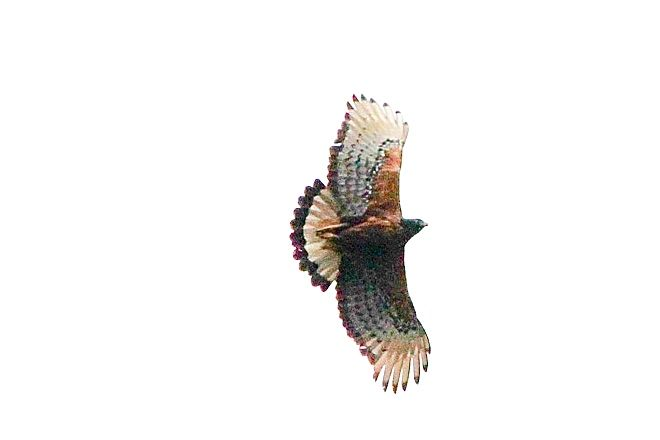

Ungfågeln är sotbrun ovan och vit på huvud, hals och undersida. Stjärten har två synliga svartaktiga band ovan ett bredare subterminalt band. Den är vidare sotstreckad på nacken och manteln och tofsen är svartspetsad. Ögat är blågrått, med åldern mer gulaktig.
Fågeln är tystlåten utanför häckningstid, då det vanligaste lätet består av en serie med genomträngande monotona visslingar. Nyligen flygga ungar är rätt ljudliga med gläfsande visslingar i engelsk litteratur återgivna som "yeEEW..yeEEW..yeEEW".

## Utbredning och systematik
Andinsk örn återfinns i Sydamerika, från kustnära berg i Venezuela till Anderna i nordvästra Argentina. Den placerades tidigare som ensam art i släktet Oroaetus, men har efter DNA-studier flyttats till Spizaetus. Fågeln är systerart till praktörnen.

## Levnadssätt
Arten påträffas i beskogade sluttning, vanligen mellan 1500 och 2800 meters höjd. Den tar stora byten, bland annat guaner och trädlevnade däggdjur som ekorrar, apor (Lagothrix) näsbjörnar, sengångare (Choloepus/Bradypus) och trädpiggsvin. Boet av kvistar är mycket stort, upp till två meter brett och en meter djupt, och placeras i ett träd. Den lägger troligen enbart ett ägg. Häckningstiden varierar, med kläckning i maj och flygg fågel i augusti i Venezuela och Colombia, i Argentina i slutet av juli respektive mitten till slutet av oktober.

## Status och hot
Andinsk örn har en mycket liten världspopulation uppskattad till 1400–4200 vuxna individer. Den tros också minska i antal till följd av skogsavverkningar och förföljelse. Internationella naturvårdsunionen IUCN kategoriserar därför arten som starkt hotad.

## Namn
Fågelns vetenskapliga artnamn hedrar den franske zoologen Isidore Geoffroy Saint-Hilaire (1805-1861). Fram tills nyligen kallades den isidoreörn även på svenska, men justerades 2022 till ett enklare och mer informativt namn av BirdLife Sveriges taxonomikommitté.